# Miroslav Moravec
Miroslav Moravec (6. ledna 1939 Praha – 29. března 2009 Praha) byl český herec a dabér.

## Život

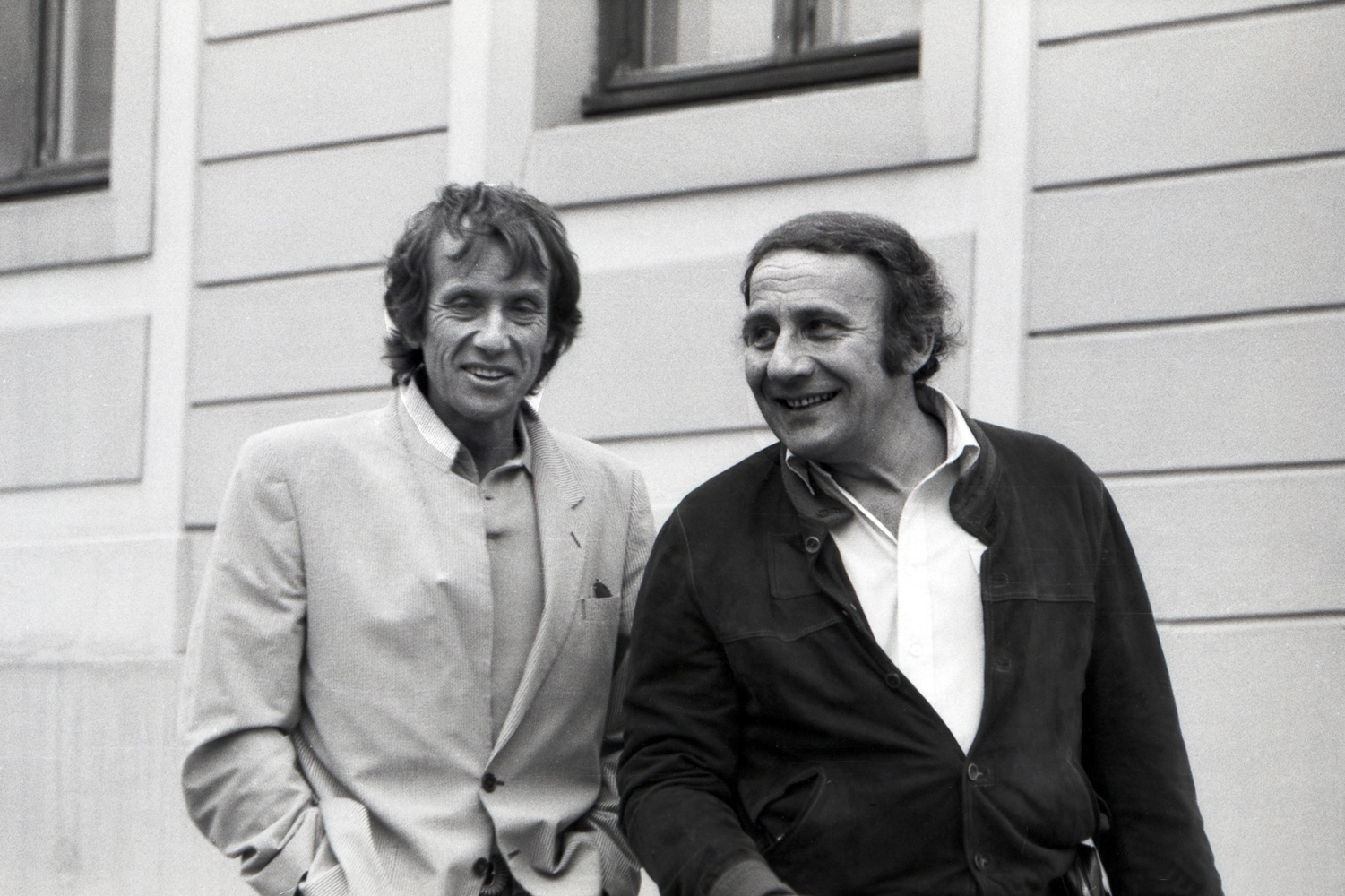
Miroslav Moravec (vpravo) a Yves Rénier (představitel komisaře Moulina) ve Zlaté uličce v Praze na Hradčanech

Hrát začínal ochotnicky již za středoškolských studií, přestože rodiče s hereckou kariérou nesouhlasili. Divadelní fakultu Akademie múzických umění absolvoval roku 1962 dálkově, dříve nebyl opakovaně přijat. Už během studií přijal první angažmá v Mostě. V dalších letech pak hrál v Chebu a v Gottwaldově. V roce 1968 mu nabídl angažmá Otomar Krejča ve svém pražském Divadle za branou. Od roku 1980 pak působil v Divadle S. K. Neumanna. V roce 1996 se stal členem Divadla na Vinohradech, ve kterém zůstal až do roku 2004. Působil nejen v divadle, ale i ve filmu, televizi, rozhlase a dabingu.
Daboval například inspektora Kojaka, komisaře Moulina, mnoho postav Jeana-Paula Belmonda, či fiktivní postavu Fantomase. Disponoval velmi zvučným, hlubokým, hebce melodickým hlasem, díky němuž patřil mezi nejvýznamnější české dabingové a rozhlasové herce.

## Rodina
Narodil se v Praze na Žižkově rodičům původem z Hané. Měl dvě sestry, Miladu a Marii. S manželkou, výtvarnicí, které říkal „Milča“, měl syna Prokopa a od něho vnuka Daniela.

## Filmografie

### Film
- 1957 Štěňata
- 1964 Kdyby tisíc klarinetů
- 1973 Dny zrady
- 1975 Osvobození Prahy
- 1977 Zítra vstanu a opařím se čajem
- 1978 Smrt mouchy
- 1988 Oznamuje se láskám vašim – role: otec
- 1995 Byl jednou jeden polda – role: náměstek ministra vnitra
- 1997 Byl jednou jeden polda II – Major Maisner opět zasahuje! – role: náměstek ministra vnitra
- 1999 Byl jednou jeden polda III – Major Maisner a tančící drak – role: náměstek ministra vnitra
- 2005 Kameňák 3

### Televize
- 1984 Sanitka (TV seriál) – role: lékař
- 1986 Panoptikum Města pražského (TV seriál) – role: Poupě
- 1986 Snacha (TV cyklus Bakaláři) – role: otec
- 1989 Dobrodružství kriminalistiky (TV seriál) 1. série, 4. díl: Otisk – role: detektiv Irving Martens
- 1992 Dobrodružství kriminalistiky (TV seriál) 4. série, 2. díl: Volavka – role: vrchní komisař
- 1996 Tajemné příběhy (TV seriál) – role: průvodce (o nadpřirozených jevech, uveden na FTV Prima)
- 1997 Četnické humoresky (TV seriál) 1. série – role: přednosta správního odboru

## Rozhlas
- 1978 Jan Neruda: Štědrovečerní příhoda, Československý rozhlas Praha, účinkovali: Miroslav Masopust a Petr Haničinec, dramaturgie: Dagmar Hubená, režie: Jana Bezdíčková.
- 1986 Theodore Dreiser: Americká tragédie,  dvoudílná četba na pokračování, Československý rozhlas Praha: režie: Jiří Horčička. Role: Belknap, obhájce.

## Ocenění
- 1998: cena TýTý 1998
- 1999: cena TýTý 1999
- 2000: cena TýTý 2000
- 2002: cena TýTý 2002
- 2002: Cena Františka Filipovského za celoživotní mistrovství v dabingu